# 大垣市武道館
大垣市武道館（おおがきしぶどうかん）は、岐阜県大垣市にある大垣市が管理運営する武道館である。
1998年6月開館。

## 施設

### 第1道場
- 可能種目：剣道場（4面）
- 観覧席（固定453席）

### 第2道場
- 可能種目：柔道場（4面）
- 観覧席（固定453席）

### 第3道場
- 可能種目：弓道場（近的競技28m-10人立、遠的競技60m-6人立）
- 観覧席（固定74席）

### 相撲場
- 屋内：正式試合土俵屋形（1面）
- 屋外：練習土俵（1面）

- 観覧席（固定204席）

### トレーニングセンター
- トレーニング機器：50種80台
- 収容人数 200人

## 概要
- 休館日：毎月第2火曜日、年末年始（12月29日〜1月3日）
- 開館時間：9時00分〜21時00分
- 所在地：〒503-0847 岐阜県大垣市米野町2丁目1番地の1

## アクセス
- JR大垣駅南口 名阪近鉄バス 海津線、南濃線、駒野（奥条）・横曽根橋・高須・今尾行乗車。「米野口」下車。東へ徒歩約5分。